# Ohîrivka, Velîka Bahacika
Ohîrivka (în ucraineană Огирівка) este un sat în comuna Podil din raionul Velîka Bahacika, regiunea Poltava, Ucraina.

## Demografie
Componența lingvistică a localității Ohîrivka
     Ucraineană (98,71%)
     Rusă (1,29%)
Conform recensământului din 2001, majoritatea populației localității Ohîrivka era vorbitoare de ucraineană (98,71%), existând în minoritate și vorbitori de rusă (1,29%).